# Hussein Nagui Khairan
Hussein Nagui Khairan, ou Hussein Naji Khairan (arabe : حسين ناجي خيران), né en avril 1953, est un major-général et homme politique yéménite.

## Biographie
De 1993 à 2014, il est commandant de la 1re division d'infanterie marine, basée à Socotra.
Le 8 décembre 2014, quelques mois après la prise de Sanaa par les Houthis, il est nommé chef d'état-major, en remplacement d'Ahmed Ali al-Achouel,. Le même mois, les Houthis assiègent son QG.
Il est nommé ministre de la Défense dans le gouvernement des Houthis le 23 mars 2015.
Le 6 avril 2015, dans le contexte de la guerre civile yéménite et après avoir prêté allégeance aux Houthis, il est limogé de son poste de chef d'État-major et déféré devant une cour martiale par le président de la République, Abdrabbo Mansour Hadi. Il est nommé conseiller présidentiel des rebelles en novembre 2016.